# Função de Heaviside

Gráfico da função de Heaviside

Em matemática e estatística, a função de Heaviside (ou função degrau), desenvolvida pelo matemático e engenheiro eletricista Oliver Heaviside, é uma função singular e descontínua com valor zero quando o seu argumento é negativo e valor unitário quando o argumento é positivo. Nos casos em que o argumento é nulo seu valor assume a média dos limites laterais da função (pela esquerda e pela direita) na abscissa em que está definida a descontinuidade. A função degrau padrão tem a descontinuidade em x = 0. Normalmente a função é usada como uma distribuição, mas costuma-se defini-la por:
{\displaystyle U(x)={\frac {1+\operatorname {sgn}(x)}{2}}={\begin{cases}0,&x<0\\{\frac {1}{2}},&x=0\\1,&x>0\end{cases}}}
sendo sgn a função sinal.
A função de Heaviside com descontinuidade em x = a é da forma:
{\displaystyle U(x-a)={\begin{cases}0,&x<a\\{\frac {1}{2}},&x=a\\1,&x>a\end{cases}}\;\;\;\;\;}
A função de Heaviside admite diversas representações. Em especial, como limite de funções contínuas, ver seção correspondente.

## Aproximações contínuas para a função de Heaviside
A expressão (1) define U(x) como uma função descontínua. Em algumas aplicações, é útil partir de funções contínuas adequadas e definir U(x) como um limite. Por exemplo:
{\displaystyle U(x)\;=\;\lim _{\epsilon \to 0}\left[{\frac {1}{2}}\;+\;{\frac {1}{\pi }}\;\arctan \left({\frac {x}{\epsilon }}\right)\right]}
{\displaystyle U(x)\;=\;\lim _{\epsilon \to 0^{-}}\;{\frac {1}{2}}\;{\text{erfc}}\left({\frac {x}{\epsilon }}\right)}
{\displaystyle U(x)\;=\;\lim _{\epsilon \to 0}\left[{\frac {1}{2}}\;+\;{\frac {1}{\pi }}\;{\text{Si}}\left({\frac {\pi x}{\epsilon }}\right)\right]}
{\displaystyle U(x)\;=\;\lim _{\epsilon \to 0}\int _{-\infty }^{x}{\frac {1}{\epsilon }}\;{\text{rect}}\left({\frac {u}{\epsilon }}\right)du}
{\displaystyle U(x)\;=\;\lim _{\epsilon \to 0}\int _{-\infty }^{x}{\frac {1}{\epsilon }}\;{\text{tri}}\left({\frac {u}{\epsilon }}\;-\;{\frac {1}{2}}\right)du}
{\displaystyle U(x)\;=\;\lim _{\epsilon \to 0+}\left[1\;-\;e^{-\left({\frac {x}{\epsilon }}\right)}\right]}
Nas definições apresentadas, erfc é a função erro complementar definida por erfc(x) = 1 - erf(x), Si é a função seno integral, rect é a função retangular e tri(x) é a função triangular.

## Relação com outras funções

### Função sinal
A expressão (1) deixa clara a relação algébrica entre U(x) e sgn(x). Pode-se escrever também:
{\displaystyle \operatorname {sgn}(x)=2U(x)-1}

### Delta de Dirac
A distribuição (ou função generalizada) Delta de Dirac δ(x) pode ser interpretada informalmente como a derivada da função degrau de Heaviside. Ao se efetuar a diferença entre duas funções degrau com saltos em pontos distintos, isto é, calcular {\textstyle U(x-(a-\epsilon /2))-U(x-(a+\epsilon /2))} (com ε positivo),  e fazer o valor de ε tender a zero, tem-se que a variação média 
entre os pontos {\textstyle a-\epsilon /2} e {\textstyle a+\epsilon /2} tende a infinito, obtendo a função Delta de Dirac. Isto é, 
{\displaystyle \lim _{\Delta x\to 0}{\frac {\Delta U}{\Delta x}}=\lim _{\epsilon \to 0}{\frac {U(x-(a-\epsilon /2))-U(x-(a+\epsilon /2))}{\epsilon }}=\delta (x-a).}
Mais formalmente, pode-se escrever da seguinte maneira:
{\displaystyle \delta (x)=\lim _{\epsilon \to 0}\;{\frac {d}{dx}}\;U(\epsilon ,x)}
com U(ε, x) dada por alguma das aproximações contínuas que são diferenciáveis em x = 0.
Também costuma-se escrever simplesmente:
{\displaystyle \delta (x)={\frac {d}{dx}}\;U(x).}
Decorre, do exposto, que o degrau de Heaviside é a integral do delta de Dirac, isto é:
{\displaystyle U(x)=\int _{-\infty }^{x}\delta (u)\;du.}

### Função retangular
A função retangular pode ser escrita como:
{\displaystyle {\text{rect}}(x)\;=\;U\left(x\;+\;{\frac {1}{2}}\right)\;-\;U\left(x\;-\;{\frac {1}{2}}\right)}

### Função pulso
Uma função importante em aplicações é a função pulso, definida por:
{\displaystyle p(x)={\begin{cases}0,&x<a\\1,&a\leqslant x\leqslant b\\0,&x>b\end{cases}}\;\;\;\;\;}

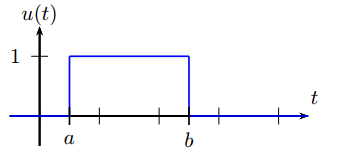
Função pulso: pode ser representada pela subtração de funções de Heaviside, em que para valores entre a e b, onde a < b, a função resultante tem valor unitário, e para valores menores que a e maiores que b a função é nula.

Ela é representada em termos da diferença de duas funções de Heaviside:

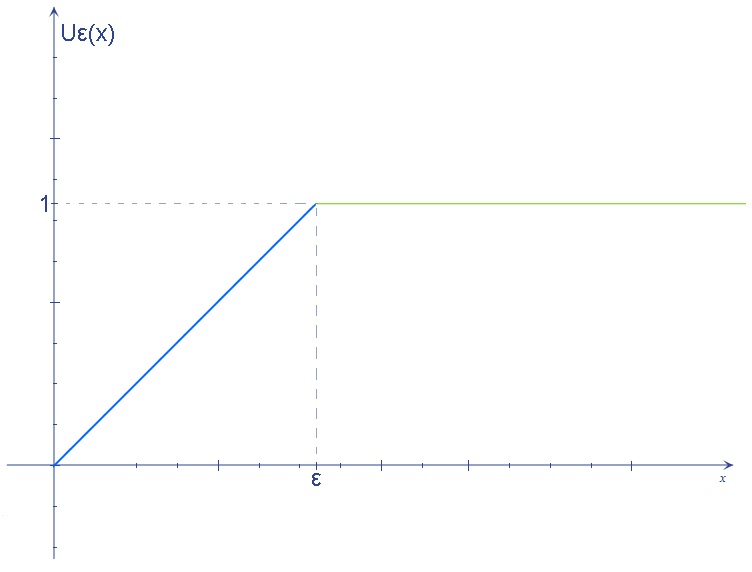
Gráfico da função de heaviside como processo de limite da função rampa

{\displaystyle p(x)=U(x-a)-U(x-b),a<b}

### Função de Heaviside como processo de limite da função rampa
Também chamada de aproximação linear da função de Heaviside, é utilizada quando se torna necessário definir a transição 0 e ε. Para isso, supomos que tal ocorre de forma linear. Definimos a função:
{\displaystyle U\epsilon (t)={\begin{cases}0,&t<0\\{\frac {t}{\epsilon }},&0\leq t\leq {\epsilon }\\1,&t>a\end{cases}}\;\;\;\;\;}
Sabendo que ε é um numero infinitamente pequeno, pode-se interpretar a função U(t) como:
{\displaystyle U(t)=\lim _{\epsilon \to 0+}\;U_{\epsilon }(t)}
Ou seja, quanto menor o valor de {\displaystyle {\epsilon }}, mais íngreme é a rampa resultante e, quando o mesmo tende a zero, a derivada da função tende a infinito naquele ponto, resultando no Delta de Dirac.

### Transformada de Laplace da função de Heaviside
A transformada de Laplace da função de Heaviside é obtida diretamente da definição. 
Considerando a > 0:
{\displaystyle {\mathcal {L}}({U}(t-a))=\int _{0}^{\infty }\mathrm {e} ^{-st}U(t-a)\,\mathrm {d} t=\int _{0}^{a}\mathrm {e} ^{-st}\cdot 0\;\mathrm {d} t\ +\int _{a}^{\infty }\mathrm {e} ^{-st}\cdot 1\,\mathrm {d} t={\frac {e^{-as}}{s}}.}
Para o caso particular em que a = 0:
{\displaystyle {\mathcal {L}}({U}(t-0))=\int _{0}^{\infty }\mathrm {e} ^{-st}U(t-0)\,\mathrm {d} t=\int _{0}^{\infty }\mathrm {e} ^{-st}\cdot 1\,dt\ ={\frac {1}{s}}.}

Visto que a função de Heaviside assume valor 1 a partir de a = 0, ela possui a mesma transformada de Laplace unilateral que o inteiro 1.

### Aproximações analíticas[5]
Para uma aproximação suave da função degrau, pode-se usar a função logística:
{\displaystyle H(x)\approx {\tfrac {1}{2}}+{\tfrac {1}{2}}\tanh kx={\frac {1}{1+e^{-2kx}}}}
onde {\displaystyle k} muito alto corresponde a uma transição mais abrupta em {\displaystyle x=0}. Tomando {\displaystyle H(0)={\frac {1}{2}}}, a igualdade se mantém no limite:
{\displaystyle H(x)=\lim _{k\rightarrow \infty }{\tfrac {1}{2}}(1+\tanh kx)=\lim _{k\rightarrow \infty }{\frac {1}{1+e^{-2kx}}}}
Há outras aproximações analíticas suaves para a função degrau. Algumas possibilidades são:
{\displaystyle {\begin{aligned}H(x)&=\lim _{k\rightarrow \infty }\left({\tfrac {1}{2}}+{\tfrac {1}{\pi }}\arctan kx\right)\\H(x)&=\lim _{k\rightarrow \infty }\left({\tfrac {1}{2}}+{\tfrac {1}{2}}\operatorname {erf} kx\right)\end{aligned}}}
Esses limites se mantêm pontuais e no sentido de distribuições. Em geral, no entanto, a convergência pontual não precisa implicar em convergência distributiva, e vice-versa, convergência distributiva não precisa implicar em convergência pontual. (Entretanto, se todos os membros de uma sequência convergente de funções pontuais estiverem uniformemente limitados por alguma função "legítima", a convergência também se mantém no sentido de distribuições.

### Forma analítica
Embora as aproximações analíticas da função degrau unitária sejam conhecidas e utilizadas há muito tempo, apenas recentemente foi encontrada uma expressão analítica exata:
{\displaystyle H(x)={\frac {1}{\pi }}\left[{\frac {3\pi }{4}}+\arctan \left(x-1\right)+\arctan \left({\frac {2-x}{x}}\right)\right]}.
No entanto, esta função é mal definida na origem, pois H(0) diverge.

### Aplicações função de Heaviside
- Na área de mecânica dos sólidos costuma-se representar matematicamente os carregamentos retangulares uniformes com a função de Heaviside, entre outras funções singulares;
- Na eletricidade usa-se do artificio oferecido pela função degrau para representar chaves que ligam e desligam.
- Na engenharia elétrica usa-se largamente a função degrau para ajudar a representar sinais causais que iniciam a partir do tempo t = 0.

- Circuito RC:

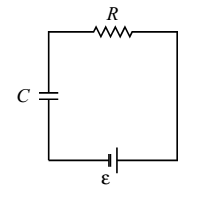
Circuito RC em série, no qual é a tensão da fonte de alimentação

Supondo um circuito RC com capacitor inicialmente descarregado ( q(0) = 0) , capacitância e resistência dadas por C e R, respectivamente, e com a fonte de tensão {\displaystyle {\mathcal {E}}} ligada no instante a e desligada no instante b, deseja-se saber a corrente que passa pelo sistema. Assim, a tensão aplicada ao circuito é a função v(t) dada por:
1. {\displaystyle v(t)={\mathcal {E}}[u(t-a)-u(t-b)]} e
2. {\displaystyle v(t)=R\cdot i(t)+{\frac {1}{C}}\left[q_{0}+\int \limits _{0}^{\infty }i(\tau )d\tau \right]}

- Aplicando-se transformada de Laplace

1. {\displaystyle {\mathcal {L}}\{v(t)\}=R\cdot {\mathcal {L}}\{i(t)\}+{\frac {1}{C}}{\mathcal {L}}\left\{\int \limits _{0}^{t}i(\tau )d\tau \right\}}
2. {\displaystyle RI(s)+{\frac {1}{C}}{\frac {I(s)}{s}}={\mathcal {E}}\left({\frac {e^{-as}}{s}}-{\frac {e^{-bs}}{s}}\right)}
3. {\displaystyle I(s)={\frac {C{\mathcal {E}}}{RCs+1}}\left(e^{-as}-e^{-bs}\right)={\frac {\mathcal {E}}{R}}{\frac {1}{s+{\frac {1}{RC}}}}\left(e^{-as}-e^{-bs}\right)}

- Aplicando-se a transformada inversa de Laplace

1. {\displaystyle {\mathcal {L}}^{-1}\{I(s)\}={\frac {\mathcal {E}}{R}}\cdot {\mathcal {L}}^{-1}\left\{{\frac {1}{s+{\frac {1}{RC}}}}e^{-as}-{\frac {1}{s+{\frac {1}{RC}}}}e^{-bs}\right\}}Gráfico da corrente em um circuito RC ligado e desligado em período a+b
2. {\displaystyle i(t)={\frac {\mathcal {E}}{R}}\cdot \left[e^{-{\frac {t-a}{RC}}}u(t-a)-e^{-{\frac {t-b}{RC}}}u(t-b)\right]}

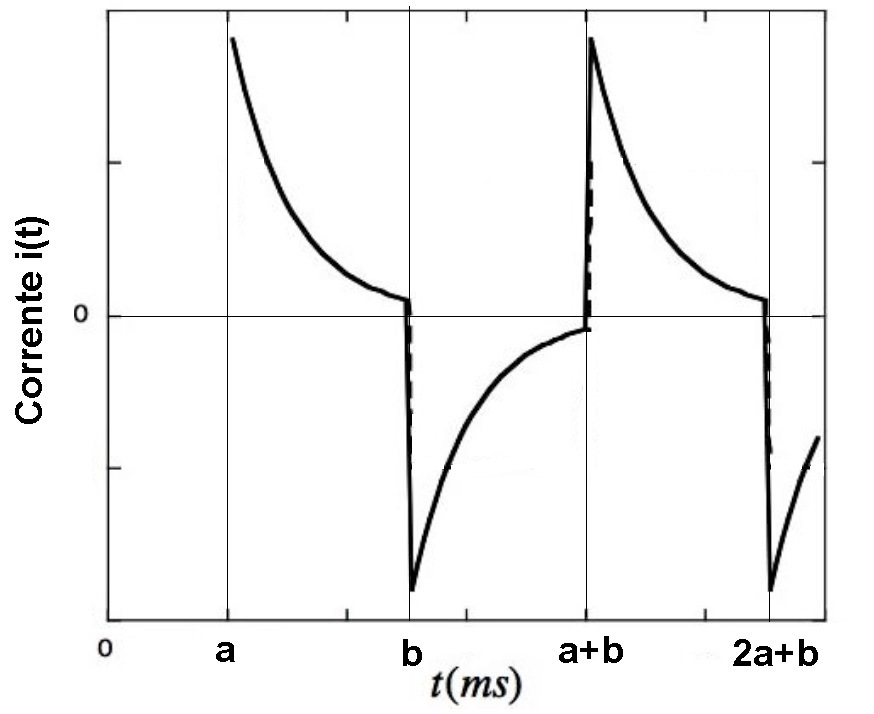
Gráfico da corrente em um circuito RC ligado e desligado em período a+b

Com isso se obtém a seguinte expressão para a corrente num circuito RC cuja fonte é ligada e desligada em instantes a e b, respectivamente:
{\displaystyle i(t)={\begin{cases}0,&t<a\\{\frac {\mathcal {E}}{R}}e^{-{\frac {t-a}{RC}}},&a\leq t<b\\{\frac {\mathcal {E}}{R}}e^{-{\frac {t-a}{RC}}}[e^{\frac {a}{RC}}-e^{\frac {b}{RC}}],&t\geq b\end{cases}}\;\;\;\;\;}